# Ludwig van Beethoven
Ludwig van Beethoven (Bonn, 15, 16 of 17 december 1770 – Wenen, 26 maart 1827) was een Duitse componist, musicus, virtuoos en dirigent. Zijn stijl sluit in zijn vroege periode direct aan op die van Mozart en Haydn, met wie hij tot de Eerste Weense School wordt gerekend. Hij bracht het classicisme tot voltooiing en leidde in zijn late periode de romantiek in. Hij wordt onder de invloedrijkste componisten gerekend. Zijn oeuvre heeft een overheersende invloed gehad op de negentiende-eeuwse muziek.

## Leven

### Bonn (1770-1792)
Ludwig van Beethoven was de zoon van de Rijnlandse, keurvorstelijke hofzanger Johan van Beethoven en zijn echtgenote Magdalena Keverich. Zijn grootvader, Lodewijck van Beethoven, kwam uit Mechelen en vestigde zich later in Bonn als keurvorstelijk hofzanger. Deze afkomst verklaart het Nederlandse voorvoegsel van in de naam. En Beethoven duidt (volgens B. Cooper) mogelijkerwijze op een "oorspronkelijke herkomst van een bietenboerderij". In tegenspraak met deze "voor de hand liggende" etymologie gaat het misschien om het dorpje Bettenhoven (Bettincourt) in Haspengouw, thans deelgemeente van Borgworm in de provincie Luik, in welk geval de etymologie zou verwijzen naar de boerderij van Bettingen (familie Betto). Aan het einde van de vijftiende eeuw vinden we in Kampenhout een zekere Jan van Bettehoven (ca.1485-1571), zevende overgrootvader van de componist. Sinds in 2023 DNA-onderzoek werd gedaan wordt overigens betwijfeld dat vader Johan daadwerkelijk een zoon van Lodewijck was.
Beethovens vader trachtte, in navolging van Leopold Mozart, van zijn zoon een wonderkind te maken, nadat hij had gemerkt dat de jongen een grote muzikaliteit aan de dag legde. Een moeilijke jeugd waarin armoede een rol speelde en een vader die geregeld dronken was en 's nachts bij thuiskomst – indien hij gezelschap bij zich had – zijn zoon dwong uit bed te komen om voor hen piano te spelen, maakten van Ludwig een somber en wantrouwend mens. Toch kon hij met zijn extraverte karakter ook luidruchtig vrolijk zijn.

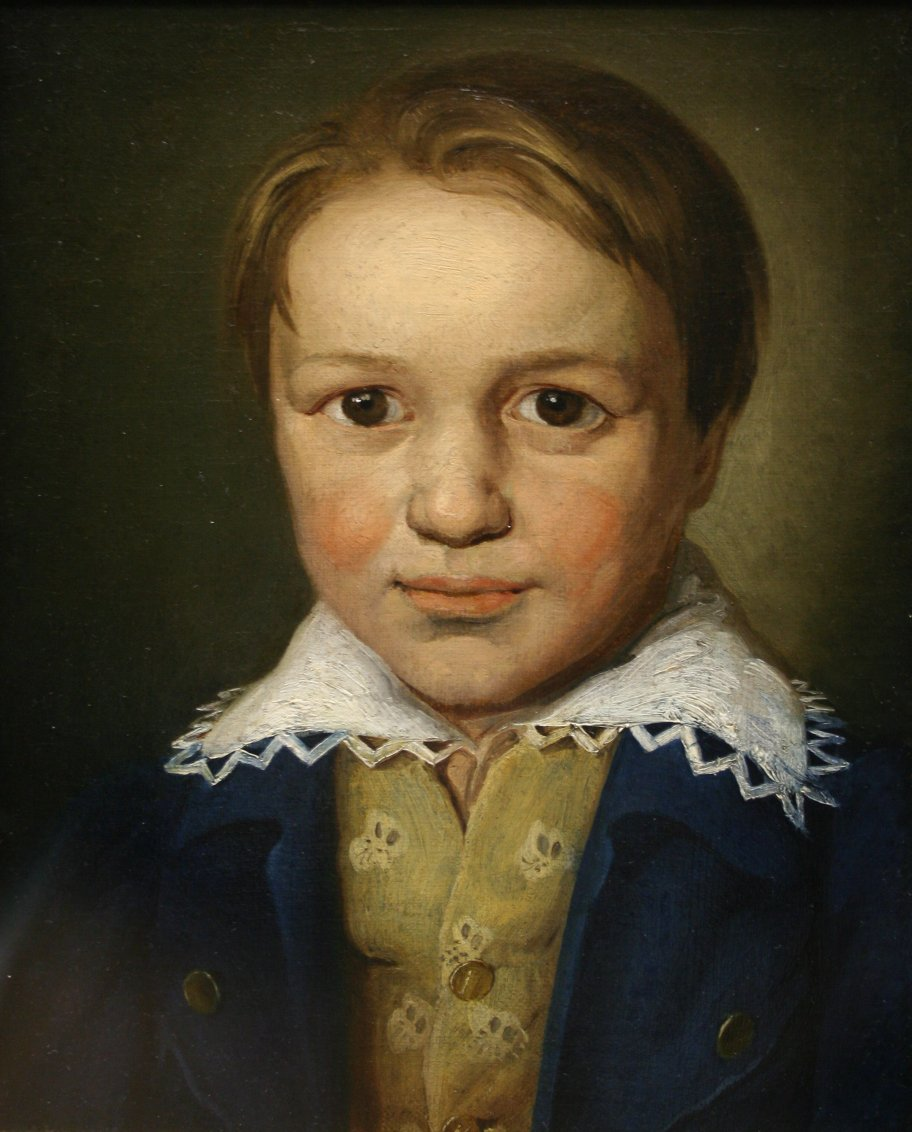
Een portret van de dertienjarige Beethoven door een onbekende meester uit Bonn (ca. 1783)

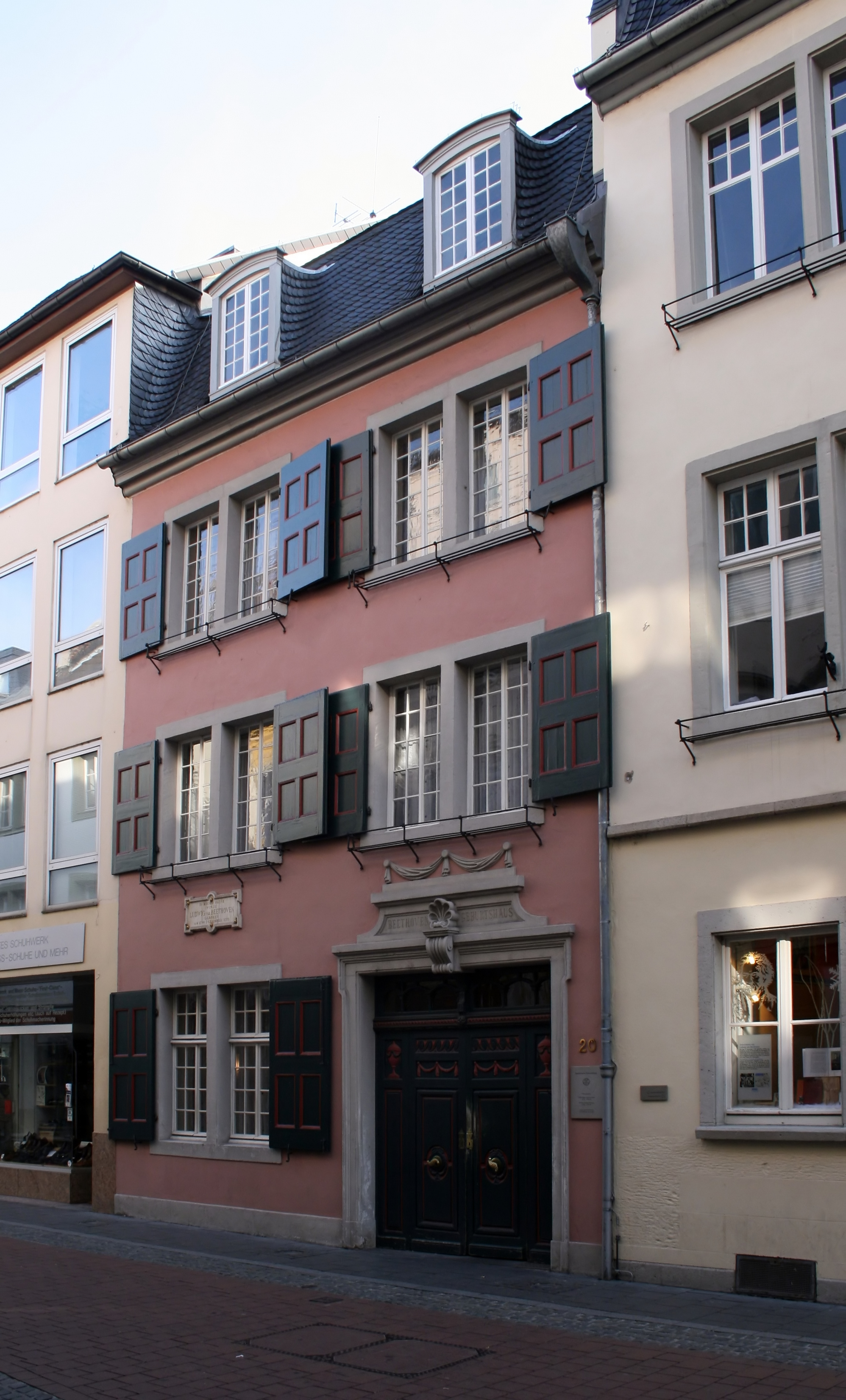
Geboortehuis, Bonn, Bonngasse

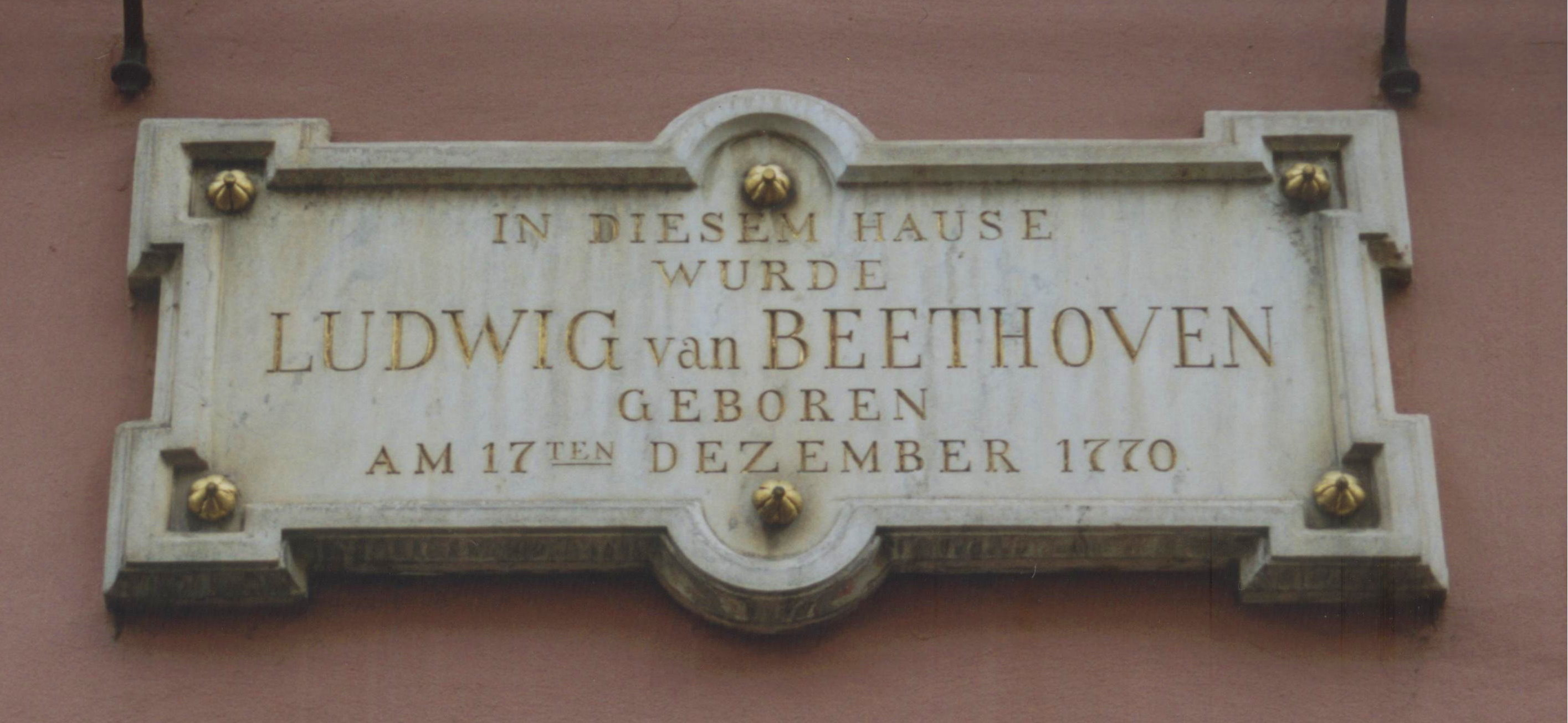
Opschrift op het geboortehuis

In 1777 ging Beethoven naar het zogenaamde Tirocinium, een lagere school waar Latijn werd onderwezen. De schoolgang duurde tot 1781. Hij genoot verder geen algemeen vormend onderwijs meer. Alle tijd werd nu aan de muziek besteed.
De vroege en wat latere jeugd van Beethoven worden redelijk gedetailleerd beschreven in een manuscript dat nagelaten is door het gezin Fischer, dat vanaf 1776 bij de Beethovens betrokken was.  Als volwassen man kreeg hij makkelijk ruzie en kon hij onredelijk zijn, zelfs tegenover zijn beste vrienden, maar hij putte zich ook uit om een vriendschap te herstellen als deze door zijn toedoen op de klippen was gelopen.
Beethoven nam in 1779 in Bonn lessen bij Christian Gottlob Neefe, een hoforganist, die hem in contact bracht met de werken van Bach, Haydn en Mozart. Op elfjarige leeftijd kon Beethoven Das wohltemperierte Klavier van Bach bijna in zijn geheel uit zijn hoofd spelen en schreef hij zijn eerste composities. Op twaalfjarige leeftijd kon hij al invallen voor Neefe als organist en theaterkapelmeester. In 1781 bezocht hij met zijn moeder Nederland, in het kader van familiebezoek, waarbij hij in Rotterdam en Den Haag optrad voor onder anderen Erfstadhouder Prins Willem V van Oranje-Nassau en diens hofhouding.
In 1782 verscheen zijn eerste uitgegeven werk: de Dressler-Variationen (WoO 63). In de editie van 2 maart 1783 van Cramers Magazin der Musik liet Neefe zich lovend uit over Beethoven. In juni van het jaar erop (1784) werd Beethoven, naast Neefe, benoemd tot hoforganist. Zijn salaris bedroeg 150 florijnen (100 Thaler, vergelijkbaar met ca. € 1.450 in 2018). In 1784 componeerde Beethoven op 13-jarige leeftijd zijn allereerste pianoconcert in Es majeur (WoO 4).
In 1787 ondernam Beethoven een reis naar Wenen om bij Mozart les te nemen. Volgens een beroemde anekdote speelde Beethoven in die periode in Wenen een stuk voor Mozart. Deze had lauwtjes gereageerd. Beethoven vroeg Mozart daarop hem een thema te geven om op te variëren. Toen dat was gebeurd en Beethoven improviserend speelde, zou Mozart tegen de andere aanwezigen hebben gezegd: "Houd hem in de gaten, ooit zal hij de wereld iets geven waarover veel gepraat zal worden". De anekdote is waarschijnlijk apocrief; het is niet bekend of de twee elkaar hebben ontmoet. Beethoven moest namelijk halsoverkop terug naar Bonn omdat zijn moeder op sterven lag. Zij overleed op 17 juli 1787. Op 20 november 1789 verliet Beethovens vader het hoforkest. Zijn salaris, 200 Thaler, werd gehalveerd, de resterende 100 Thaler werden voortaan aan Beethoven toegekend voor het onderhoud van zijn broers. In de praktijk ontfermde Beethoven zich over zijn broers vanaf ongeveer 17-jarige leeftijd.
Op 2 november 1792 maakte Beethoven zich gereed om naar de Oostenrijkse hoofdstad Wenen te verhuizen. Hij kwam op de tiende in Wenen aan. Mozart was elf maanden eerder gestorven. Op 18 december 1792 overleed Beethovens vader.

### Wenen (1792-1827)
Tussen 1792 en 1794, terwijl hij zich inmiddels definitief in Wenen gevestigd had, nam hij lessen bij Joseph Haydn. Maar tussen de twee boterde het niet erg. Haydn was verbaasd over de 'woede' in Beethovens muziek en deed zelfs een poging om de publicatie van een van diens eerste pianotrio's tegen te houden. Beethoven vond dat hij te weinig leerde bij Haydn en nam in het geheim les bij de componist Johann Baptist Schenk, die een betere leraar bleek, omdat deze fouten uit het werk van Beethoven haalde die Haydn – mogelijk uit gebrek aan interesse – over het hoofd had gezien. Dit zou kunnen suggereren dat Haydn toentertijd de grootte van Beethovens talent niet juist had ingeschat.
Op 29 maart 1795 gaf Beethoven zijn eerste openbare concert in Wenen, in het Burgtheater, en speelde daar (waarschijnlijk) voor het eerst zijn eerste pianoconcert. In juli of augustus van hetzelfde jaar verscheen zijn eerste gepubliceerde werk: de pianotrio's opus 1.
Op 6 oktober 1802 schreef hij zijn 'Heiligenstädter Testament', een testament voor zijn twee broers, Kaspar Karl en Johann, waarin hij zijn wanhoop over zijn toenemende doofheid uitsprak. Hij schreef onder andere dat hij als dove musicus eigenlijk niet meer wilde leven, maar zich verplicht voelde toch in leven te blijven, om zodoende de wereld van zijn composities te laten genieten. Rond 1819 was Beethoven volledig doof.

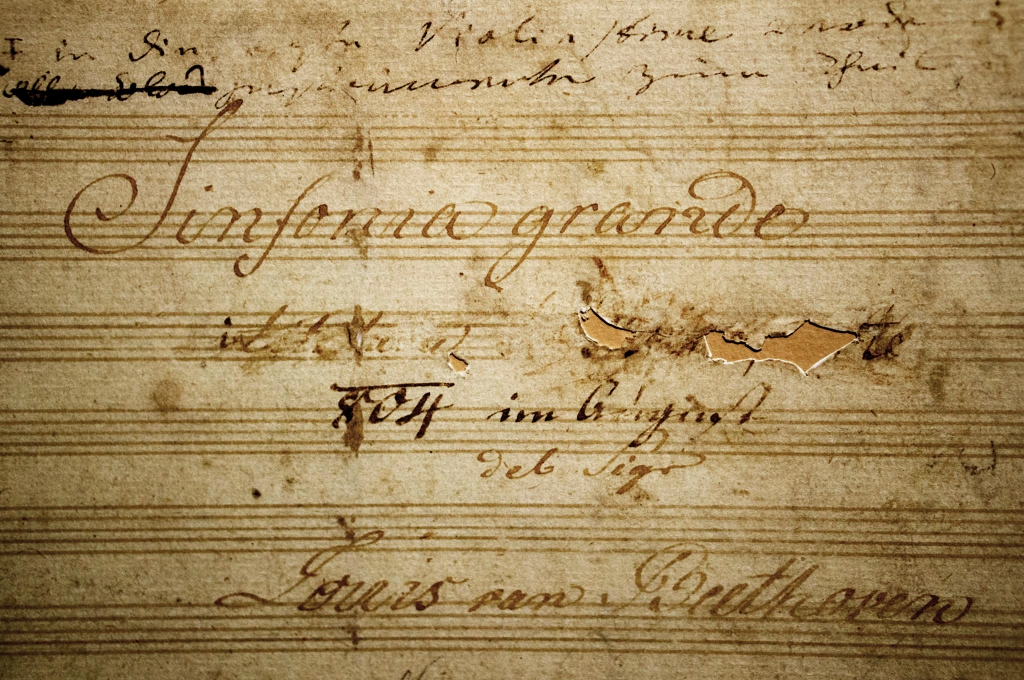
Titelblad van de derde symfonie van Beethoven, de Eroïca opus 55. De aanvankelijke opdracht aan Napoleon Bonaparte is weggekrast.

In de periode van juni tot en met oktober 1803 schreef Beethoven de Eroïca, zijn derde symfonie, die hij aan Napoleon opdroeg. Toen Beethoven in 1804 hoorde dat Napoleon zich tot keizer had laten uitroepen, kraste hij de naam van Napoleon zo heftig van het titelblad dat op die plek een gat achterbleef (zie afbeelding) en hij veranderde de opdracht in Sinfonia Eroica, composta per festeggiare il sovvenire di un grand' Uomo ("Heroïsche symfonie, gecomponeerd om de herinnering aan een groot Man te vieren").
In 1809 speelde Beethoven een spelletje met de Weense adel door een aanstelling als Kapellmeister in Kassel te accepteren. Hij wilde wel in Wenen blijven, maar dan moest de adel hem een vast inkomen garanderen. Op 26 februari kreeg hij het door hem begeerde contract met een jaargeld van 4000 florijnen (30.000 euro). Nu hij een vast inkomen had, ondernam Beethoven, inmiddels 39 jaar oud, stappen in de richting van een huwelijk. Zo schreef hij zijn voormalige secretaris Gleichenstein (die in Freiburg woonde) of deze hem wilde helpen een vrouw te vinden. In mei 1810 vroeg Beethoven Wegeler in Koblenz om een afschrift van zijn doopakte. Dit kan ermee verband houden dat hij in die periode een aanzoek aan Therese Malfatti had gedaan.
In mei 1810 leerde Beethoven Bettina, Franz en Antonie Brentano kennen, die op hun beurt bevriend waren met de Duitse dichter Johann Wolfgang von Goethe. Deze stelde via Bettina Brentano voor Beethoven te ontmoeten, waarin Beethoven toestemde. Later dat jaar componeerde hij drie liederen op teksten van Goethe, opus 83. Op 12 april 1811 schreef Beethoven voor het eerst aan Goethe en liet hem weten dat hij een exemplaar kreeg van de Egmont-muziek. In juni 1812 vertrok Beethoven naar een kuuroord in Teplitz, bij Karlsbad. Terwijl Beethoven hier verbleef, schreef hij een hartstochtelijke brief aan een anonieme vrouw: de Unsterbliche Geliebte. Omdat de Brentano's de dag ervoor in Karlsbad waren aangekomen, nemen de meeste onderzoekers aan dat de brief aan Antonie Brentano was gericht, al houden enkelen vol dat het Josephine Deym-Brunsvik betrof. Op 14 of 15 juli kwam Goethe in Teplitz aan, waarna hij Beethoven op 19 juli ontmoette. De daaropvolgende week hadden ze dagelijks contact, totdat Beethoven naar de Brentano's reisde en in hun huis in Karlsbad logeerde.

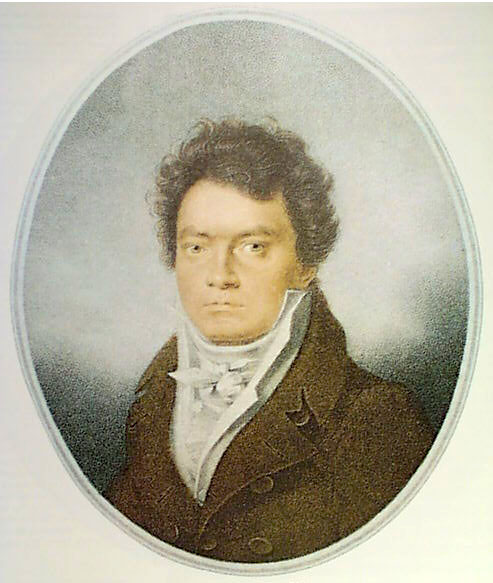
Beethoven in 1814 door Louis Letronne.

In 1813 stelde Beethovens broer Carl een verklaring op dat, mocht hij komen te overlijden (vanwege zijn ernstige tuberculose), hij Beethoven wilde zien als voogd van zijn zoon Karl. Beethoven leende van muziekuitgever Steiner geld om zijn zieke broer en diens vrouw Johanna te ondersteunen. Deze lening werd terugbetaald in de vorm van publicatierechten van bepaalde werken, zoals Wellington's Sieg, de zevende en achtste symfonie, strijkkwartet opus 95, vioolsonate opus 96 en het Erzherzogtrio. Na het overlijden van zijn broer op 15 november 1815 ontvlamde een bittere strijd om het voogdijschap van Karl. Vanaf 19 januari 1816 was Beethoven de enige wettelijke voogd over Karl. Karl werd begin februari van zijn moeder gescheiden en op een internaat geplaatst. Vanaf ongeveer september dat jaar begon Beethoven plannen te ontwikkelen om zijn neef bij zich in huis op te nemen. Op 14 oktober werd Beethoven ernstig ziek, het begin van een lange periode van kwakkelen en problemen. In deze periode had hij regelmatig contact met de Philharmonic Society of London, die hem wilde betalen om naar Londen te komen en twee symfonieën te schrijven. Hoewel Beethoven begon met de schetsen van de negende symfonie, zou hij die pas jaren later voltooien.
Begin 1818 kwam neef Karl bij Beethoven in huis wonen en kreeg onderricht van een huisleraar. In deze periode nam Beethovens gehoor zo sterk af dat hij gebruik moest maken van de zogenoemde Konversationshefte. Gedurende 1818 deed Karls moeder Johanna diverse pogingen de voogdij terug te krijgen, die alle door de rechtbank werden afgewezen. Op 3 december vluchtte Karl naar zijn moeder. Beethoven schakelde de politie in om zijn neef terug te brengen, waarna Karl weer enkele maanden naar het internaat ging. Toen Beethoven voor het Landrecht moest toegeven dat hij niet van adel was, werd de voogdijkwestie doorverwezen naar de Magistrat, een lagere rechtbank, waardoor Beethoven zich diep gegriefd voelde. Deze dwong Beethoven ertoe zijn voogdijschap neer te leggen en een andere voogd te zoeken. In die periode ging Karl terug naar zijn moeder. Hoewel het voogdijschap op 17 september 1819 aan Johanna (en Leopold Nussböck) werd toegewezen, bleef Beethoven dit aanvechten, totdat – na diverse vergeefse pogingen – het Hof van Appel Beethoven op 8 april 1820 in het gelijk stelde. Johanna tekende hiertegen vergeefs beroep aan bij de keizer.

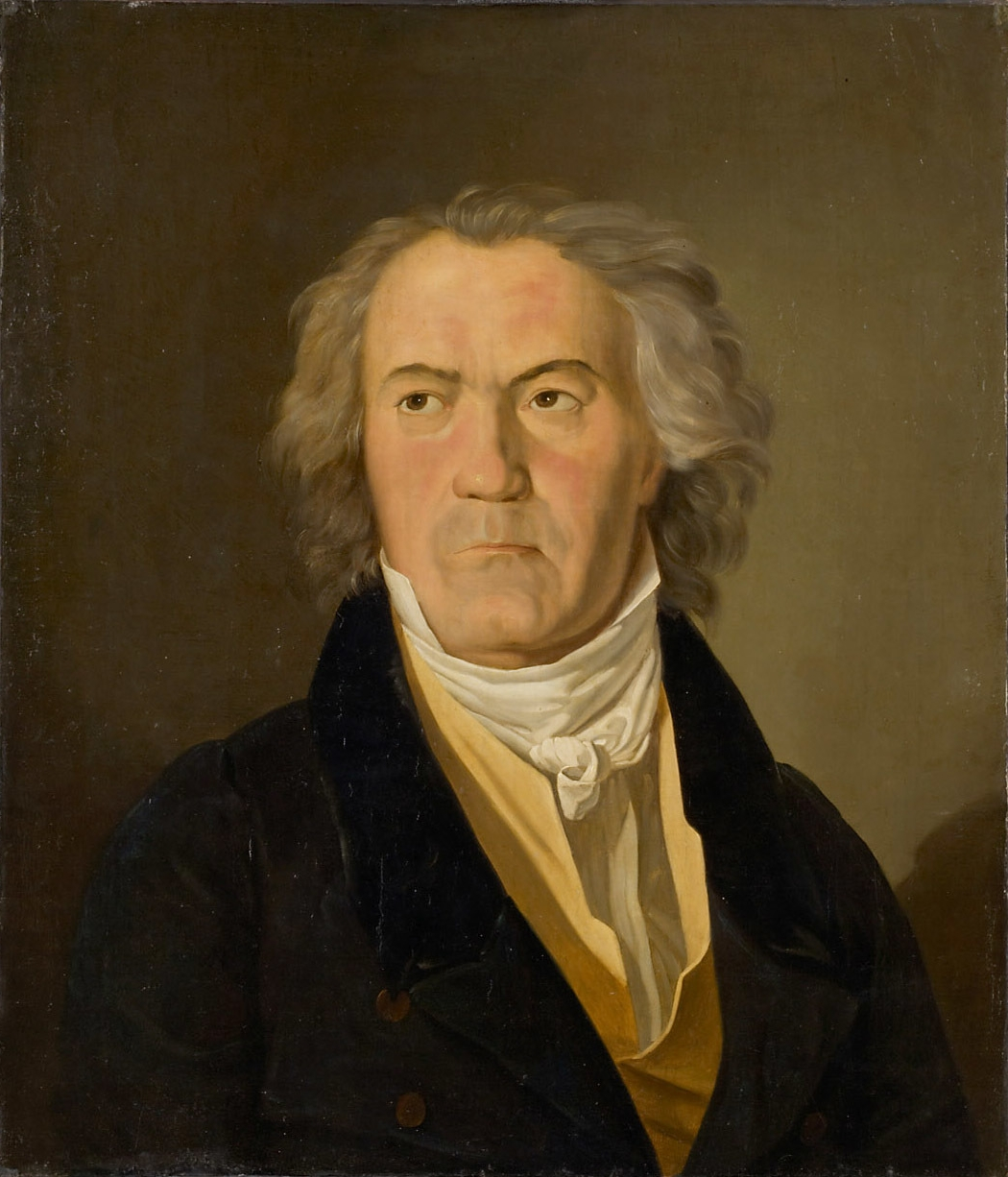
Beethoven in 1823 door Ferdinand Georg Waldmüller. Kunsthistorisches Museum te Wenen.

In de periode hierna verergerden de diverse kwalen van Beethoven en de opkomst van Gioachino Rossini en de Italiaanse opera, die Beethoven als oppervlakkig beschouwde, plaatsten hem op de achtergrond.
Zijn muziekproductie nam in kwantiteit sterk af, maar hij werkte aan enkele van zijn grootste werken, zoals de Missa solemnis en de eerste twee van zijn late pianosonates. Rond februari 1824 was eindelijk zijn negende symfonie klaar. Bij de première ervan was Beethoven zo slecht van gehoor, dat een van de solisten, de alt Caroline Unger, hem na afloop naar het publiek moest draaien zodat hij kon zien dat het publiek voor hem applaudisseerde. Zwaar geëmotioneerd nam hij de eerbetuigingen in ontvangst, wat tot nog geestdriftiger toejuichingen leidde.
In 1824 liet zijn neef Karl weten dat hij de inmiddels begonnen universitaire opleiding filologie wilde verruilen voor een militaire loopbaan. In april 1825 begon hij eerst nog aan een handelsopleiding aan het Polytechnisches Institut. In juli 1826 besloot Karl zelfmoord te plegen, een voornemen dat – na een eerste verhinderde poging – mislukt werd uitgevoerd op 30 juli: de eerste kogel miste en de tweede verwondde hem slechts. Hij werd naar zijn moeder gebracht, waar zijn wonden werden behandeld.
In december 1826 kreeg Beethoven een zware longontsteking na een overnachting in een ijskoude dorpsherberg, op de terugweg van zijn broer Johann in Gneixendorf naar Wenen. Op 4 of 5 december van dat jaar componeerde Beethoven zijn laatste voltooide werk: Wir irren allesamt WoO 198. Vanaf 10 december nam zijn gezondheid de laatste, slechte wending. Van toen af aan kon hij vrijwel niet meer werken vanwege waterzucht en geelzucht. In de daaropvolgende maanden werd Beethoven diverse keren gepuncteerd, waarbij grote hoeveelheden vocht werden afgevoerd.
Beethoven overleed op 56-jarige leeftijd in de Schwarzspanierstraße 15 te Wenen. Laat in de middag van 26 maart 1827 stak in de stad een storm op. Volgens Anselm Hüttenbrenner was er tegen 5 uur een lichtflits, gevolgd door een enorme donderslag. "Na dit onverwachte natuurfenomeen, dat mij hevig deed schrikken, opende Beethoven zijn ogen, hief zijn rechterhand op en keek enkele seconden op, met zijn vuist gebald en een zeer ernstige, dreigende uitdrukking op zijn gezicht. ... Toen hij zijn hand op het bed liet terugvallen, sloot hij half de ogen. ... Geen ademtocht meer, geen hartslag."

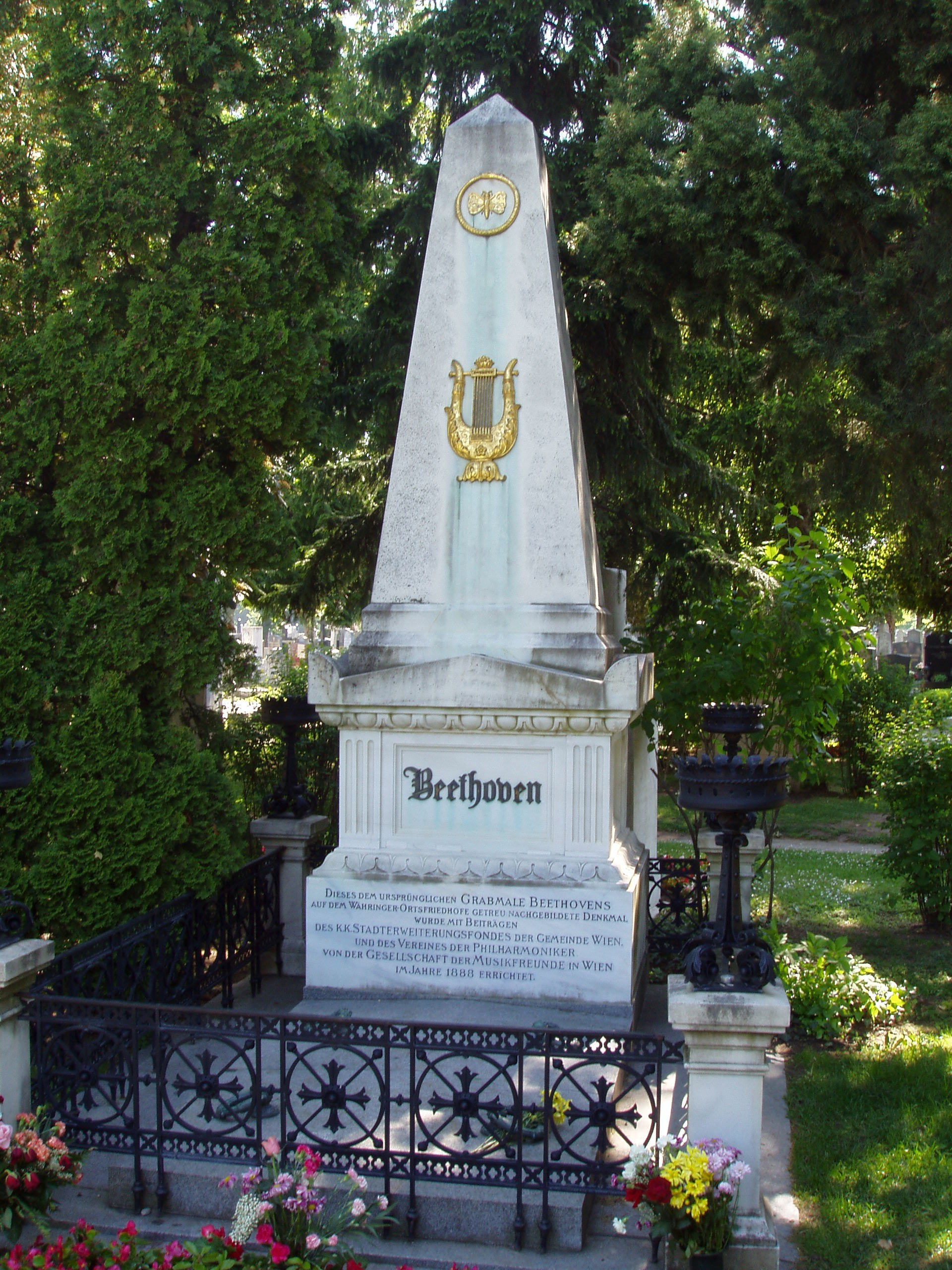
Beethovens graf, Zentralfriedhof Wenen

### Gezondheid
De laatste jaren van zijn leven kwakkelde Beethoven ernstig met zijn gezondheid. De somberheid en het wantrouwen die hij al vroeg had, werden meer uitgesproken door de slechthorendheid die in 1796 begon en die uiteindelijk tot volledige doofheid zou leiden. Hij klaagde ook vaak over zijn spijsvertering. Later heeft men weleens gesuggereerd dat Beethoven met zijn conflictueuze zielenleven aan een spastische darm leed, die door psychische spanningen werd verergerd. Een leverkwaal (cirrose), waarschijnlijk door overmatig drankgebruik, werd tijdens de lijkschouwing, die door Beethoven bij leven bevolen werd, in ieder geval klinisch vastgesteld.  Anderen speculeren dat de kwellingen in Beethovens leven (waaronder zijn doofheid) door loodvergiftiging kunnen worden verklaard. Wijn werd tot in de 19e eeuw vaak gezoet met loodsuiker.

Zijn lichamelijke ongemakken verhinderden hem echter niet om tot kort voor zijn dood te blijven componeren.

### Doofheid
De eerste symptomen van doofheid traden op rond 1796. In 1801 schreef Beethoven dat "het geluid in zijn oren" door een behandeling iets was afgenomen, een aanwijzing dat Beethoven 'ruis' hoorde. Rond 1819 was hij volledig doof. Er zijn diverse theorieën over de oorzaak van zijn doofheid, variërend van otosclerose (een kwaal waarbij de gehoorbeentjes in het oor aan elkaar groeien en onbeweeglijk worden) of Paget tot loodintoxicatie, maar er is geen definitief antwoord. Zekerheid zal waarschijnlijk nooit worden verkregen, want de gehoorbeentjes werden tijdens de autopsie verwijderd en zijn sindsdien spoorloos.
Zijn toenemende doofheid noopte hem tot het zoeken naar oplossingen. Hij liet oortrompetten maken om de tonen van de strijkers nog te kunnen horen en vond zelf een methode uit van luisteren via beengeleiding. Rond 1816 probeerde hij toch zijn piano te kunnen horen bij het componeren van zijn Hammerklavier-sonate. Hij bevestigde het ene uiteinde van een dunne houten staaf aan de klankbodem van de piano en het andere uiteinde beet hij vast tussen zijn tanden. Door zo met behulp van de houten staaf zijn hoofd te verbinden met de piano, konden de geluidstrillingen van de piano via de staaf, de tanden en het kaakbeen zijn gehoororgaan bereiken. Deze methode werd later doorontwikkeld tot professioneel gebruik voor duikers en straaljagerpiloten, en wordt sinds 2000 ook op commerciële schaal in de vorm van koptelefoons aangeboden.

### Laatste woorden
Er is, zoals bij vele beroemdheden, uitgebreid gespeculeerd over Beethovens laatste woorden. Op zijn sterfbed gelegen had Beethoven erin toegestemd het sacrament der stervenden te ontvangen. Na vertrek van de priester zei Beethoven: "Plaudite, amici, comedia finita est." ("Applaudisseert, mijn vrienden, de voorstelling is voorbij", het gebruikelijke einde bij een stuk in de commedia dell'arte.) "Heb ik niet altijd gezegd dat het op deze wijze zou aflopen?" Kort daarna werd een kistje wijn bezorgd afkomstig van muziekuitgever Schott. Schindler, Beethovens 'Geheimsekretär ohne Gehalt', plaatste hiervan twee flessen Rüdesheimer en twee andere flessen op een tafel naast het bed. Beethoven keek ernaar en stamelde: "Jammer, jammer, te laat!"

### Laatste rustplaats
Op 29 maart vond in de Alser Kirche onder grote publieke belangstelling de uitvaartdienst plaats. De lijkrede, geschreven door Franz Grillparzer, werd uitgesproken door de acteur Heinrich Anschütz. Beethoven werd begraven op het Währinger Friedhof. De begraafplaats werd gesloten in 1873 om er een openbaar park van te maken. Hierbij werd het grootste deel van de graven overgebracht naar andere begraafplaatsen in Wenen. In 1888 werd o.a. zijn stoffelijk overschot en dat van Schubert opgegraven en overgebracht naar het Zentralfriedhof in Wenen. Men heeft op de oorspronkelijke plaats echter wel twee herdenkingstombes voor respectievelijk Beethoven en Schubert geplaatst, wat nu bekend is als het Schubertpark.

### DNA-onderzoek
In 2023 voltooide een internationaal consortium het genoomonderzoek naar Beethoven op basis van haarlokken. Beethoven had een erfelijke aanleg voor leverziekte en was besmet met hepatitis B. In combinatie met zijn alcoholgebruik leidde dat vermoedelijk tot zijn dood. De bijdrage van professor Maarten Larmuseau bracht aan het licht dat er een onwettig kind in de stamlijn van Beethoven aanwezig was, zodat de componist genetisch niet verwant is met alle andere Vlaamse Van Beethovens. Nochtans was die verwantschap op papier wel gevonden via de stamvader Aert van Beethoven uit Kampenhout. Waarschijnlijk was zijn eigen vader Johan geen biologisch kind van Lodewijk uit Mechelen, zoals Jan Caeyers reeds in zijn biografie had gesuggereerd. Al kan er op basis van het genetisch genealogisch onderzoek niet met zekerheid gezegd worden in welke generatie de buitenechtelijke verwekking plaatsvond.
Behalve het genoomonderzoek naar de lever- en nierziekte kwam in verder onderzoek, gepubliceerd  in 2024, naar voren dat in de haarlokken een zeer hoge concentratie lood aanwezig was, wat kan duiden op verhoogde kans op de ontwikkeling van nier- en leverziekten. Tevens werden verhoogde niveaus arseen en kwik gevonden. Bekend is dat Beethoven minimaal een fles wijn per dag dronk; het is zeer waarschijnlijk dat in de wijn lood zat in de vorm van loodsuiker, dat goedkope wijn zoeter deed smaken. De hoeveelheid lood is echter niet voldoende om daaraan een doodsoorzaak te verbinden.

## Beethovens muziek
Beethovens werken worden vrijwel altijd ingedeeld in drie stijlperiodes: 'vroeg', 'midden' en 'laat'. Vanaf 1961 wordt door het Beethoven-Haus in Bonn, uitgegeven door uitgeverij G. Henle Verlag, de Neue Beethoven-Gesamtausgabe (NGA) uitgegeven. Deze dient ter vervanging van de Beethoven Gesamtausgabe die stamt uit de jaren 1862-1865, met een extra deel verschenen in 1888. Willy Hess had in 1957 al een aanvullende catalogus gepubliceerd van de werken van Beethoven die niet in de Gesamtausgabe waren opgenomen.

### Vroege periode
Tot zijn vroege periode worden alle werken gerekend die hij in Bonn schreef en de eerste werken die hij in Wenen schreef. Hoewel deze werken (of bepaalde passages daarvan) onmiskenbaar vooruitwijzen naar de rijpe Beethoven, missen zij de compositorische finesse om op één lijn gesteld te kunnen worden met de vroege meesterwerken als de opus 2-sonates of de Pathétique.

### Middenperiode
Het eerste deel van de middenperiode wordt vaak de 'heroïsche fase' genoemd, naar de titel van de derde symfonie en de onderwerpen van de bijna gelijktijdige werken zoals het oratorium Christus am Ölberge en de opera Leonore (Fidelio). Veel commentatoren gaan nog verder en rekenen ook de vijfde en zesde symfonie en de grote concerten tot deze subperiode. Zij wijzen op het gegeven dat Beethoven vanaf 1809 een serie veel intiemere werken afleverde, waarbij de sonate in Fis opus 78 het meest sprekende voorbeeld is van een introvertere stijl.

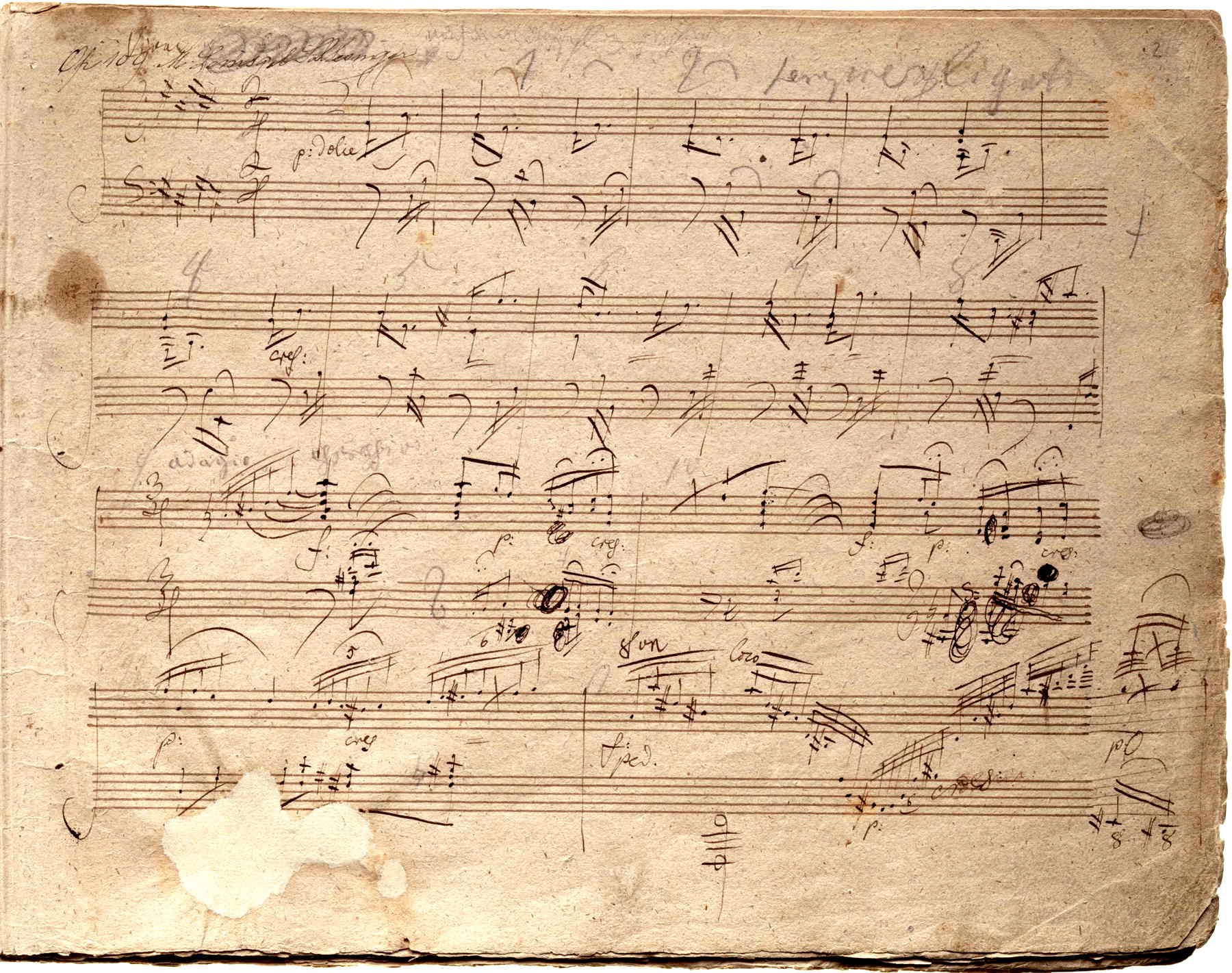
Autograaf van de pianosonate opus 109

### Late periode
De scheidslijn tussen de middenperiode en de late periode wordt heel verschillend gelegd: de vroegste datum ligt rond 1813, de periode van ernstige depressie, na de 'Unsterbliche Geliebte'-affaire. Door zowel zijn psychische als fysieke achteruitgang leidde Beethoven in die periode een sterk teruggetrokken leven, die leidden tot een serie 'intieme' sonates zoals opus 90 en 101 voor piano en opus 102 voor cello en piano. Anderen wijzen op zijn gehoorverlies, dat in 1818 leidde tot het gebruik van zijn Konversationshefte en in muzikaal opzicht tot de gigantische Missa solemnis in 1819. Weer anderen trekken de grens nadat Beethoven zich uit het publieke leven had teruggetrokken, dus na de concerten van mei 1824 (waar de negende symfonie en de Missa solemnis voor het eerst werden opgevoerd) en beperken de late periode dus praktisch tot zijn experimentele late strijkkwartetten.

### Stijlkenmerken
Beethoven was de erfgenaam van de rijke en rijpe muzikale taal van Mozart en Haydn en sloot daar direct op aan. De keurvorst Maximilian Franz was een groot bewonderaar van Mozart en stelde zijn laatste werken direct beschikbaar voor de musici die hij in dienst had. Uit veel werken die Beethoven in Bonn schreef, kan worden afgeleid dat hij zich al componerend de stijl van Mozart eigen maakte en dat hij hierdoor (zonder dat hij hierin formeel veel onderricht genoot) de principes van het schrijven van sonates leerde. Mozart bleef tot ten minste 1800 van beslissende invloed op Beethoven.
De invloed van Haydn is lastiger te herkennen, ook al omdat Haydn als componist tegenwoordig minder wordt begrepen dan Mozart. Bovendien wordt de relatie tussen Haydn en Beethoven versluierd door allerlei anekdotes en mythes die grotendeels onjuist of op zijn minst overdreven zijn. Het lijkt erop dat Beethoven van Haydn vooral heeft geleerd thema's en motieven economisch te gebruiken en vindingrijk te ontwikkelen. Beethoven volgde bij het ontwikkelen van thema's het dualisme van Mozart door een nieuwe toonsoort te introduceren met iets dat klonk als een nieuw thema en dus niet de 'monothematiek' van Haydn, waarbij verschillende thema's in een sonatedeel in diverse toonsoorten werden gevarieerd, maar die alle terug te voeren waren op een gemeenschappelijke bron.
De vernieuwing die Beethoven bracht voor wat betreft harmonie, melodie, vorm, etc. is moeilijk nauwkeurig te omschrijven. Het lijkt erop dat ze in het beste geval kunnen worden geduid op basis van drie parameters: 1. de absolute omvang van de delen, 2. tonale en/of thematische integratie van de delen en 3. nieuwe definities van wat een deel is en hoe werken samengesteld kunnen worden uit delen van ongelijke omvang.
Een treffend voorbeeld van de absolute omvang is het Allegro con brio uit de derde symfonie. Geen enkel werk voor de derde symfonie (van Beethoven of anderen) wierp ook maar een schaduw vooruit op de ontzagwekkende proporties en de constructie van dit deel. Door de omvang, de orkestratie (inclusief de "foute" hoorninzet), de harmonische en tonale ontwikkeling en de emotionele kracht is dit deel een populair studieobject geworden. De belangrijkste reden van de omvang lijkt te bestaan uit de combinatie van brede frasering en de hoeveelheid thema's. De toegenomen omvang van de expositie leidde tot de "noodzaak" het doorwerkingsdeel aanzienlijk te verlengen. Hier introduceert Beethoven een feitelijke vernieuwing: hij schreef niet één lange doorwerking, maar twee afzonderlijke die hij onderling verbond met ander muzikaal materiaal. Een ander voorbeeld hiervan is het eerste deel van het strijkkwartet in F opus 59 nummer 1.
De tonale en/of thematische integratie bewerkstelligde Beethoven op diverse nieuwe manieren, zoals het laten aansluiten van delen. Een andere manier was het verbinden van het langzame deel met het scherzo of de finale door de slotcadens af te snijden op, of te verlengen tot een onstabiel akkoord, bijvoorbeeld een verminderde septiem of een dominante septiem. Een vroeg voorbeeld daarvan komt voor in de sonate Appassionata (1805).
In zijn late werken experimenteerde Beethoven met de definitie van "deel" en schreef hij elementen die te kort zijn om als zelfstandig deel te worden gerekend, maar te vol met muzikale ideeën om als introductie te worden gezien. In die periode kreeg hij veel belangstelling voor de kleine vorm, wat leidde tot de Bagatelles opus 119 nummers 7–11 en vooral de cyclus Bagatelles opus 126. Maar ook binnen werken componeert hij op deze nieuwe wijze, zoals in de pianosonate in As opus 110, waarin de rol van het langzame deel wordt overgenomen door een melodie van zestien maten getiteld Arioso dolente (of: Klagender Gesang), voorafgegaan door zeven maten introductie en een 'recitatief'. Omdat deze 23 maten te kort zijn in verhouding tot de voorgaande delen en de fuga die volgt, onderbreekt Beethoven de fuga na 48 maten en neemt hij het Arioso dolente weer op, ditmaal in een aangrijpender ritmiek. Hierdoor versmelten in feite twee delen tot één, met een volmaakt evenwicht tussen de twee onderdelen.

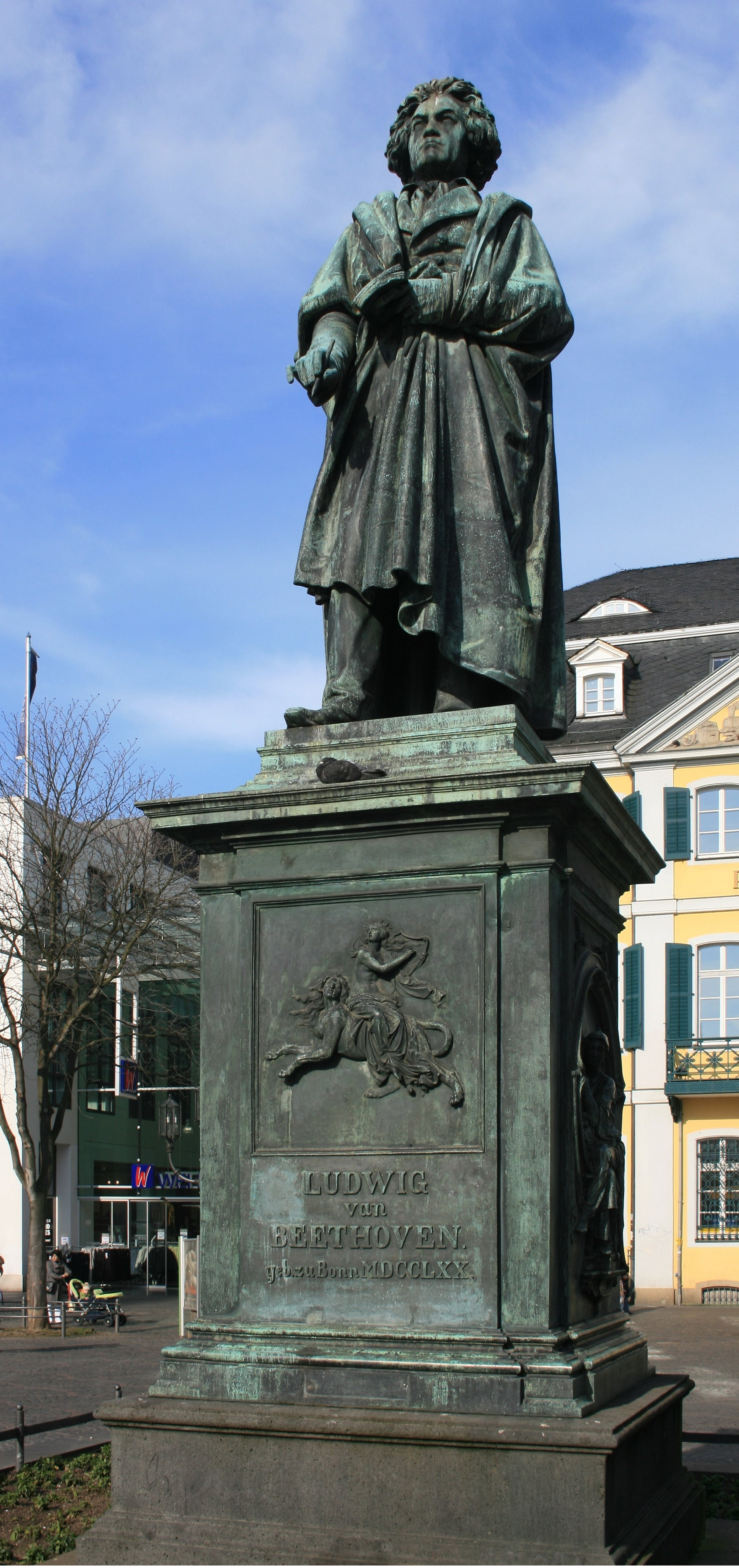
Standbeeld van Beethoven in Bonn

### Invloed
Beethoven heeft de hele negentiende eeuw overheerst met zijn muziek. Geen componist heeft zich aan zijn invloed kunnen onttrekken, geen componist heeft iets kunnen schrijven zonder zich rekenschap te geven van de dominantie van Beethoven. Dat geldt voor Mendelssohn, Berlioz, Schumann, Wagner en talloze anderen. Wagner was zelfs de mening toegedaan dat de symfonie na Beethoven geen rol van betekenis zou moeten spelen. Beethoven heeft alles reeds 'gezegd'.
Brahms had het aanvankelijk niet aangedurfd om symfonieën te schrijven, omdat hij werd geïntimideerd door de enorme kwaliteiten van Beethovens symfonische werk. Brahms' antipode Anton Bruckner bouwde ook voort op de monumentale stijl van Beethoven en via Brahms en Bruckner leidde Beethovens muziek tot verregaande invloeden in de muziek van de laatromantici. In dat opzicht is Beethoven een van de invloedrijkste personen uit de westerse muziekgeschiedenis geweest.

### Bekende werken
- negen symfonieën, waarvan de 3e Eroïca, de 5e, de 6e Pastorale en de 9e de bekendste zijn. De laatste heeft een finale waarin vier zangsolisten en een koor de Ode an die Freude zingen op de tekst van Schiller.
- 32 pianosonates
- diverse variatiereeksen, waaronder de 33 variaties op een wals van Anton Diabelli voor pianosolo
- een groot aantal korte pianostukken, waaronder Für Elise, enkele Fantasieën en oerversies van delen uit sonates
- negen concerten voor solo-instrumenten en orkest: vijf 'officiële' pianoconcerten, het vioolconcert en het tripelconcert voor viool, cello en piano; daarnaast een pianoconcert dat hij op twaalfjarige leeftijd in Bonn componeerde, een zoekgeraakt hoboconcert uit dezelfde periode en zijn eigen omwerking van het vioolconcert tot pianoconcert
- twee romances voor viool en orkest
- tien vioolsonates
- vijf cellosonates
- zeven pianotrio's
- zestien strijkkwartetten
- ouvertures: onder andere Coriolan, Egmont en Leonore (I, II en III)
- de opera: Fidelio (NB voorafgegaan door twee eerdere versies van dezelfde opera, onder de naam Leonore)
- de Missa Solemnis en de Mis in C-groot

### Luisteren
- Mutopia heeft midi-bestanden en bladmuziek voor diverse stukken van Beethoven.
- Classic Cat – The Beethoven mp3 directory biedt een groot aantal links naar mp3-bestanden van Beethovens muziek op het internet.
- Piano Society - Beethoven – Een korte biografie en veel opnamen van Beethovens pianowerken (in het Engels).

## Musea
Verschillende musea en bibliotheken hebben een sectie gewijd aan het werk en leven van Ludwig van Beethoven, zoals het Geelvinck Muziek Museum in Zutphen, het Kunsthistorisches Museum in Wenen en de staatsbibliotheek in Berlijn.
Ook zijn er musea die zich volledig richten op deze componist. Er zijn twee musea die daarnaast meerdere functies uitoefenen, waaronder als onderzoeksinstelling. Dat zijn het omvangrijke Beethoven-Haus in Bonn en het Ira F. Brilliant Center for Beethoven Studies in San Jose, Californië.
In Oostenrijk zijn er meerdere musea. Van 1973 tot 2013 was in een voormalig woonhuis van Van Beethoven op het Erdődy-landgoed in Floridsdorf een museum gevestigd, waarvan de collectie is overgebracht naar het Bezirksmuseum Floridsdorf. Nog bestaande musea, soms slechts alleen op aanvraag geopend, zijn verder:
- Beethoven-Haus - Krems an der Donau
- Beethoven-Haus - Baden bei Wien
- Eroica-Haus - Wenen
- Haus des Heiligenstädter Testaments - Wenen
- Pasqualati-Haus - Wenen

Buiten Oostenrijk is er ook nog het Mutter-Beethoven-Haus in het Duitse Koblenz en het Beethoven-herdenkingsmuseum in het Slot Brunswick in Martonvásár, Hongarije.

## Trivia
- Beethoven heeft al vrij direct aan het begin van zijn carrière een destijds reeds beroemd gedicht van Schiller, de "Ode an die Freude", als lied voor zang en piano getoonzet (1794). In de negende symfonie werd dit gedicht opnieuw uitgewerkt in een grote oratoriumachtige vorm, als finale (1823).
- Vanaf 1809 was Beethoven een in het buitenland wonende correspondent voor de Koninklijke Nederlandse Akademie van Wetenschappen (KNAW).[33]

## Films over Beethoven (selectie)
- Un grand amour de Beethoven, 1936, met Harry Baur als Beethoven, met medewerking van organist-componist Marcel Dupré, regie Abel Gance
- Eroïca, 1949, met Ewald Balser als Beethoven, regie Walter Kolm-Veltée[34]
- Immortal Beloved, 1994, met Gary Oldman, Jeroen Krabbé en Isabella Rossellini, regie Bernard Rose
- Copying Beethoven, 2006, met Ed Harris, Diane Kruger en Matthew Goode, regie Agnieszka Holland